# オックスフォーディアン
| 累代        | 代     | 紀       | 世           | 期                     | 基底年代 Mya |
| ----------- | ------ | -------- | ------------ | ---------------------- | ------------ |
| 顕生代      | 新生代 | 新生代   | 新生代       |                        | 66           |
| 顕生代      | 中生代 | 白亜紀   | 後期白亜紀   | マーストリヒチアン     | 72.1         |
| 顕生代      | 中生代 | 白亜紀   | 後期白亜紀   | カンパニアン           | 83.6         |
| 顕生代      | 中生代 | 白亜紀   | 後期白亜紀   | サントニアン           | 86.3         |
| 顕生代      | 中生代 | 白亜紀   | 後期白亜紀   | コニアシアン           | 89.8         |
| 顕生代      | 中生代 | 白亜紀   | 後期白亜紀   | チューロニアン         | 93.9         |
| 顕生代      | 中生代 | 白亜紀   | 後期白亜紀   | セノマニアン           | 100.5        |
| 顕生代      | 中生代 | 白亜紀   | 前期白亜紀   | アルビアン             | 113          |
| 顕生代      | 中生代 | 白亜紀   | 前期白亜紀   | アプチアン             | 125          |
| 顕生代      | 中生代 | 白亜紀   | 前期白亜紀   | バレミアン             | 129.4        |
| 顕生代      | 中生代 | 白亜紀   | 前期白亜紀   | オーテリビアン         | 132.9        |
| 顕生代      | 中生代 | 白亜紀   | 前期白亜紀   | バランギニアン         | 139.8        |
| 顕生代      | 中生代 | 白亜紀   | 前期白亜紀   | ベリアシアン           | 145          |
| 顕生代      | 中生代 | ジュラ紀 | 後期ジュラ紀 | チトニアン             | 152.1        |
| 顕生代      | 中生代 | ジュラ紀 | 後期ジュラ紀 | キンメリッジアン       | 157.3        |
| 顕生代      | 中生代 | ジュラ紀 | 後期ジュラ紀 | オックスフォーディアン | 163.5        |
| 顕生代      | 中生代 | ジュラ紀 | 中期ジュラ紀 | カロビアン             | 166.1        |
| 顕生代      | 中生代 | ジュラ紀 | 中期ジュラ紀 | バトニアン             | 168.3        |
| 顕生代      | 中生代 | ジュラ紀 | 中期ジュラ紀 | バッジョシアン         | 170.3        |
| 顕生代      | 中生代 | ジュラ紀 | 中期ジュラ紀 | アーレニアン           | 174.1        |
| 顕生代      | 中生代 | ジュラ紀 | 前期ジュラ紀 | トアルシアン           | 182.7        |
| 顕生代      | 中生代 | ジュラ紀 | 前期ジュラ紀 | プリンスバッキアン     | 190.8        |
| 顕生代      | 中生代 | ジュラ紀 | 前期ジュラ紀 | シネムーリアン         | 199.3        |
| 顕生代      | 中生代 | ジュラ紀 | 前期ジュラ紀 | ヘッタンギアン         | 201.3        |
| 顕生代      | 中生代 | 三畳紀   | 後期三畳紀   | レーティアン           | 208.5        |
| 顕生代      | 中生代 | 三畳紀   | 後期三畳紀   | ノーリアン             | 227          |
| 顕生代      | 中生代 | 三畳紀   | 後期三畳紀   | カーニアン             | 237          |
| 顕生代      | 中生代 | 三畳紀   | 中期三畳紀   | ラディニアン           | 242          |
| 顕生代      | 中生代 | 三畳紀   | 中期三畳紀   | アニシアン             | 247.2        |
| 顕生代      | 中生代 | 三畳紀   | 前期三畳紀   | オレネキアン           | 251.2        |
| 顕生代      | 中生代 | 三畳紀   | 前期三畳紀   | インドゥアン           | 251.902      |
| 顕生代      | 古生代 | 古生代   | 古生代       |                        | 541          |
| 原生代      | 原生代 | 原生代   | 原生代       |                        | 2500         |
| 太古代      | 太古代 | 太古代   | 太古代       |                        | 4000         |
| 冥王代      | 冥王代 | 冥王代   | 冥王代       |                        | 4600         |
| 1. 2. 3. 4. |        |          |              |                        |              |

オックスフォーディアン（英語: Oxfordian）は、1億6350万年前（誤差100万年）から1億5730万年前（誤差100万年）にあたるジュラ紀の地質時代名の一つ。
なお、「オックスフォード階」「オックスフォーディアン階」という名称があるが、これらは時代を示すものではない。「階」は地層に対して当てられる単位（層序名）であり、層序名「オックスフォード階」「オックスフォーディアン階」と時代名「オックスフォード期」「オックスフォーディアン期」は対を成す関係である。詳しくは「累代」を参照のこと。

## 層序学的定義

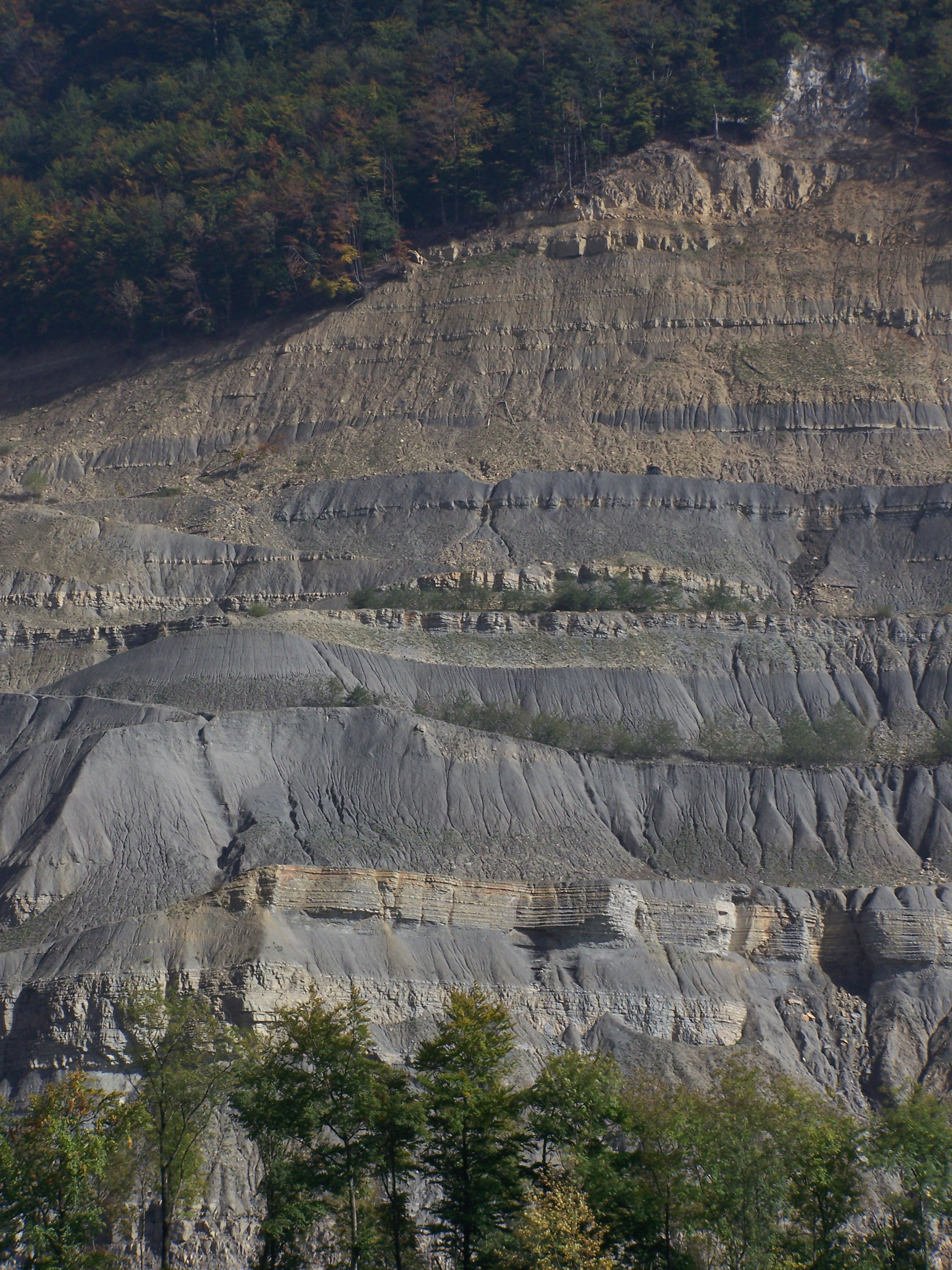
周期的に変わるオックスフォーディアンの石灰岩（明色でよりコンピーテント）と泥灰土/粘土層。スイスのジュラ山脈、タヴァネスの Péry-Reuchenette にて。

オックスフォーディアン階は1815年ごろにウィリアム・スミスにより「固い粘土と頁岩」("Clunch Clay and Shale") 、1818年にW・ブックランドにより「森あるいは沼地の粘土」("Oxford, Forest or Fen Clay") と表現された。1844年にはアルシド・ドルビニが論文中でオックスフォーディアンという用語を正式に導入した。オックスフォーディアンという名称はイングランドの都市オックスフォードから派生したもので、オックスフォードでは単層が良く卓越している。ただし、オックスフォーディアン階はオックスフォードに留まらずドーセットからヨークシャーの海岸までほぼ連続して露出し、一般に低く広い谷を形成している。特にウェイマス、オックスフォード、ベッドフォード、ピーターバラ、スカーブラで露頭が顕著である。オックスフォーディアン期の岩石はイギリスの Uig やスカイ島でも産出する。

## 日本において
富山県有峰地域に分布する手取層群有峰層がオックスフォーディアン階に相当し、アンモナイトやベレムナイトが産出する。また、手取層群の山原坂層（福井県）もオックスフォーディアン階に相当する。バトニアンからオックスフォーディアンにかけては海進が起きており、福井県九頭竜地域の貝皿層（バトニアン - カロビアン）と山原坂層、富山県の有峰層はその海進期にあたる。山原坂層は貝皿層や御手洗層（チトニアン）で見られない三角貝が産出する。
福井県大野市に所在する和泉郷土資料館では、2018年7月20日から11月4日にかけて同館が所蔵する後期ジュラ紀の化石の企画展が開催され、オックスフォーディアン期のアンモナイト化石が初公開された。